# Oil (Rockband)
Oil (Eigenschreibweise: OIL) ist eine süddeutsche Hard-Rock/Heavy-Metal-Band aus Lahr/Schwarzwald in Baden-Württemberg. Das Trio spielt Rockmusik im Stil des 1970er-Jahre-Hard-Rock. Das Markenzeichen der Band ist ein Mikrofonständer in Form einer Tankstellen-Zapfsäule. In den Jahren 2016 und 2017 trat Oil neben Konzerten in Deutschland auch in Afrika auf.

## Geschichte
Im Sommer 2013 verkündeten die ehemaligen Scaramouche-Mitglieder Gert Endres und Marc Vetter in der österreichischen Radiosendung Momente des Sports ein neues, noch namenloses Bandprojekt. Endres und Vetter hatten bereits von 1984 bis 1993 in der Rockformation Acres Wild zusammen auf der Bühne gestanden, von 1993 bis 2001 traten die beiden mit ihrer Band Scaramouche auf Festivals und in Fernsehsendungen in ganz Deutschland und Luxemburg auf. Für die neugegründete Band sollte Gert Endres die Rolle des Leadgitarristen und Frontmans, Marc Vetter die Rolle des Schlagzeugers sowie diverse Gesangsparts übernehmen. Der Bassist Rainer Jauch komplettierte die Band. Im Dezember 2014 feierte das Trio unter dem Namen Oil im Schlachthof Lahr Jugend & Kultur sein Debüt.
Am 5. Mai 2017 veröffentlichte Oil das erste Studioalbum Feed Your Brains. Das deutsche Fachmagazin Gitarre&Bass bezeichnete den Stil von Oil als „modernen Heavy-Rock“.
Im Herbst 2016 spielte Oil zum ersten Mal in Afrika. Die deutsche Bundeswehr hatte die Band nach Mali eingeladen, um am dortigen Stützpunkt ein Open-Air-Konzert zu geben. Auch im folgenden Jahr stand Oil wieder in Afrika auf der Bühne. 2017 trat die Band in Jordanien auf. Im Januar 2019 zeichnete das Film-Produktionsunternehmen punchline studio ein Konzert von Oil im Lahrer Schlachthof auf. Der Konzertfilm OIL - Live in Concert wurde im Juni desselben Jahres beim Streaming-Anbieter Amazon Prime veröffentlicht, ein halbes Jahr später präsentierte Oil das dazugehörige Live-Album Live in Concert. Besondere mediale Aufmerksamkeit erhielt das gleichzeitig ausgekoppelte Video zum Anti-Kriegs-Stück War Is Hell.
Während der Corona-Pandemie im Jahr 2020 war Oil Teil des WeLive Musikfestival und trat als Headliner der Konzertfilm-Reihe neben Dominik Büchele, Pervez Mody, Von Welt, Qult und No Authority auf. Die mit jeweils 10 Kameras produzierten und coronabedingt ohne Publikum stattfindenden Konzertfilme wurden vielfach in den Medien rezensiert und mit dem deutschen Rock&Pop Preis sowie dem alternativen Medienpreis ausgezeichnet.

## Besonderes
Gert Endres und Marc Vetter sind Protagonisten des Musik-Dokumentarfilms Heart and Soul. Der Film handelt von der Karriere der Lahrer Rockband Scaramouche und der Frage „Was ist Erfolg?“ im Musikgeschäft. Endres und Vetter waren als Gitarrist (Endres) und Schlagzeuger (Vetter) Mitglieder der vierköpfigen Formation, die zwischen 1993 und 2001 diverse Erfolge feiern konnte. Im Jahr 2009 erhielt Gert Endres den deutschen Rock- und Pop-Preis für sein Solo-Album Let Go.
Für die Saison der 2. Fußball-Bundesliga 2019/2020 nutzte die SWR-Fernsehsendung Sport im Dritten im Juli 2019 den Oil-Titel Adrenaline als Eröffnungsmelodie.
Im April 2020 war Oil Teil von „Project United“, das während der Corona-Pandemie 70 Musiker aus zwölf Ländern im Song Side by Side vereinte. Mit dem von Oil-Gitarrist Gert Endres komponierten und von Maik Styrnol produzierten Song rief das Project United für Spenden für die von Corona stark betroffene Hilfsorganisation Handicap International auf. Der öffentlich-rechtliche Radiosender SWR1 verlieh dem Projekt in seiner Kritik vom 19. April 2020 das „Prädikat: Besonders wertvoll“, die SWR Landesschau erklärte Side By Side zu einer „Hymne für Zusammenhalt“. Das dazugehörige Musikvideo wurde in TV-Sendern aus ganz Europa ausgestrahlt und lief mehrere Wochen in Rotationen verschiedener Radiosender.

## Diskografie
- 2017: Feed Your Brains (Studioalbum)
- 2020: Live in Concert (Live-Album)[38]
- 2020: Project United – Side by Side (Kollaboration)[39]

## Filmografie
- 2019: OIL – Live in Concert (Konzertfilm)[40]
- 2020: WeLive, Episode 6 – OIL (Konzertfilm)[41][42]